# Río Ohanes
El río Ohanes, también llamado barranco de Ohanes y río Chico en diferentes tramos, es un río del sur de la península ibérica perteneciente a la cuenca mediterránea andaluza que discurre en su totalidad por la comarca de la Alpujarra Almeriense. 

## Curso
El río Ohanes nace en Sierra Nevada, dentro del término municipal de Beires, y desemboca en el río Andarax, cerca de la población de Canjáyar, tras un recorrido de unos 15,6 km en dirección oeste-este en su tramo más alto y norte-sur en el tramo bajo. 
El entorno del río Ohanes es el típico del paisaje alpujarreño con zonas de cultivo en paratas, cortijos dispersos, vegetación de ribera debida al paso y filtraciones de acequias de riego y masas boscosas en la parte alta del curso.